# Sauxillanges
Sauxillanges [soksilɑ̃ʒ] est une commune française, située dans le département du Puy-de-Dôme en région Auvergne-Rhône-Alpes.

## Géographie

### Localisation
Sauxillanges se situe à une dizaine de kilomètres d'Issoire, à 30 km de Brioude, 40 km de sa préfecture Clermont-Ferrand, 80 km du Puy-en-Velay, 110 km d'Aurillac et 250 km de Béziers par l'autoroute A75.

#### Lieux-dits et écarts
Bord, le Bourg, Champataud, Charbonnier, la Chassagne, les Chassagnes (à cheval sur la commune de Manglieu), le Château de la Marine, Château Gaillard, Chouvet, la Coierie, le Colombier, le Colombier Bas, la Fontenille, la Garde, la Gardezie, Jeanleix (anciennement Janlet), Lacot, la Limandie Basse, la Limandie Haute, Lospeux, le Martinet, Mauvy, la Mémondie, Montbenoit, le Montel, Mouteix, Mouton, les Ollières, le Petit Bois, Petit Soleilhant, la Prade, Randan, la Réveille, les Ruchers, Sacot, le Say, Soleilhant, le Theil, la Tuilerie, Ventre, les Versannes.
| Aulhat-Flat               | Manglieu          | Sugères                                                 |
| Brenat                    | Sauxillanges      | Égliseneuve-des-Liards                                  |
| Varennes-sur-Usson, Usson | Saint-Jean-en-Val | Saint-Quentin-sur-Sauxillanges, Saint-Étienne-sur-Usson |

### Climat
Pour des articles plus généraux, voir Climat d'Auvergne-Rhône-Alpes et Climat du Puy-de-Dôme.
En 2010, le climat de la commune est de type climat océanique dégradé des plaines du Centre et du Nord, selon une étude du Centre national de la recherche scientifique s'appuyant sur une série de données couvrant la période 1971-2000. En 2020, Météo-France publie une typologie des climats de la France métropolitaine dans laquelle la commune est exposée à un climat de montagne ou de marges de montagne et est dans la région climatique Nord-est du Massif Central, caractérisée par une pluviométrie annuelle de 800 à 1 200 mm, bien répartie dans l’année.
Pour la période 1971-2000, la température annuelle moyenne est de 10,9 °C, avec une amplitude thermique annuelle de 16,4 °C. Le cumul annuel moyen de précipitations est de 717 mm, avec 8,4 jours de précipitations en janvier et 6,9 jours en juillet. Pour la période 1991-2020, la température moyenne annuelle observée sur la station météorologique de Météo-France la plus proche, « Issoire », sur la commune d'Issoire à 9 km à vol d'oiseau, est de 12,0 °C et le cumul annuel moyen de précipitations est de 610,7 mm,. Pour l'avenir, les paramètres climatiques de la commune estimés pour 2050 selon différents scénarios d'émission de gaz à effet de serre sont consultables sur un site dédié publié par Météo-France en novembre 2022.

## Urbanisme

### Typologie
Au 1er janvier 2024, Sauxillanges est catégorisée bourg rural, selon la nouvelle grille communale de densité à sept niveaux définie par l'Insee en 2022.
Elle est située hors unité urbaine. Par ailleurs la commune fait partie de l'aire d'attraction d'Issoire, dont elle est une commune de la couronne,. Cette aire, qui regroupe 53 communes, est catégorisée dans les aires de moins de 50 000 habitants,.

### Occupation des sols
L'occupation des sols de la commune, telle qu'elle ressort de la base de données européenne d’occupation biophysique des sols Corine Land Cover (CLC), est marquée par l'importance des territoires agricoles (68,9 % en 2018), en diminution par rapport à 1990 (70,4 %). La répartition détaillée en 2018 est la suivante : 
prairies (63,5 %), forêts (28 %), zones agricoles hétérogènes (5,3 %), zones urbanisées (3 %), terres arables (0,1 %). L'évolution de l’occupation des sols de la commune et de ses infrastructures peut être observée sur les différentes représentations cartographiques du territoire : la carte de Cassini (XVIIIe siècle), la carte d'état-major (1820-1866) et les cartes ou photos aériennes de l'IGN pour la période actuelle (1950 à aujourd'hui).

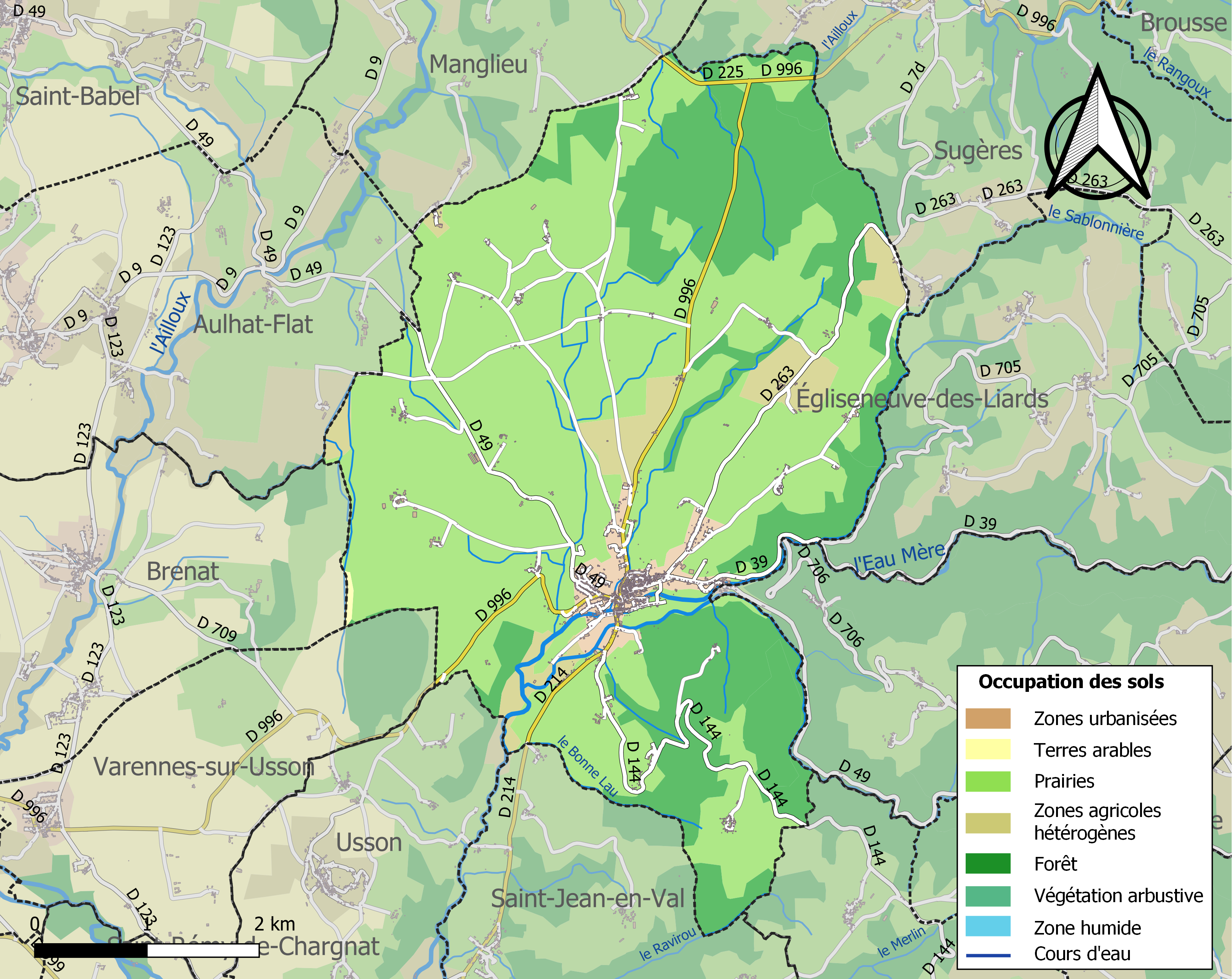
Carte des infrastructures et de l'occupation des sols de la commune en 2018 (CLC).

## Histoire
Sauxillanges est située dans une vallée, au pied de la butte d'Usson, est l'une des quatre clefs d'Auvergne (appelées aussi les quatre portes) avec Vodable, Ybois et Nonette.

### Moyen Âge

#### Un prieuré clunisien
L'abbaye de Sauxillanges a été fondée par deux donations successives : en 917 par le duc Guillaume d'Aquitaine, puis le 11 octobre 927 par son neveu le duc Acfred. Les moines s'y installent vraisemblablement à partir de 944.
Elle dépend de l'abbaye bénédictine de Cluny (créée en 909). Son premier abbé fut un certain Odo ou Odon. Elle accueille plus de quatre-vingts moines dès la fin du Xe siècle.
En 1062, plusieurs abbayes dont Sauxillanges sont transformées en prieurés par Hugues de Semur, sixième abbé de Cluny. Pierre le Vénérable, né à Montboissier en 1094, y fait ses études avant de revêtir l'habit religieux en 1109, et de devenir prieur claustral de Vézelay puis prieur de Domène en Isère et ensuite abbé de Cluny qu'il dirigea jusqu'à sa mort en 1156.
L'abbaye de Sauxillanges a été l'un des cinq grands prieurés de l'Ordre de Cluny avec Souvigny, La Charité-sur-Loire, Saint-Martin-des-Champs à Paris et Lewes en Angleterre.

### Époque moderne
Certains des plus grands noms de l'Armorial sont prieurs commendataires de Sauxillanges : un La Rochefoucauld dans les années 1620, le cardinal Raynaud d'Este en 1656, Charles-François de Goüé, François-Constantin de La Tour d'Auvergne, un illustre théologien, Louis de Murat et le prince Louis-René de Rohan-Guéméné qui est le dernier prieur de 1745 (il a onze ans) à la Révolution. Ce dernier n'y est jamais venu.

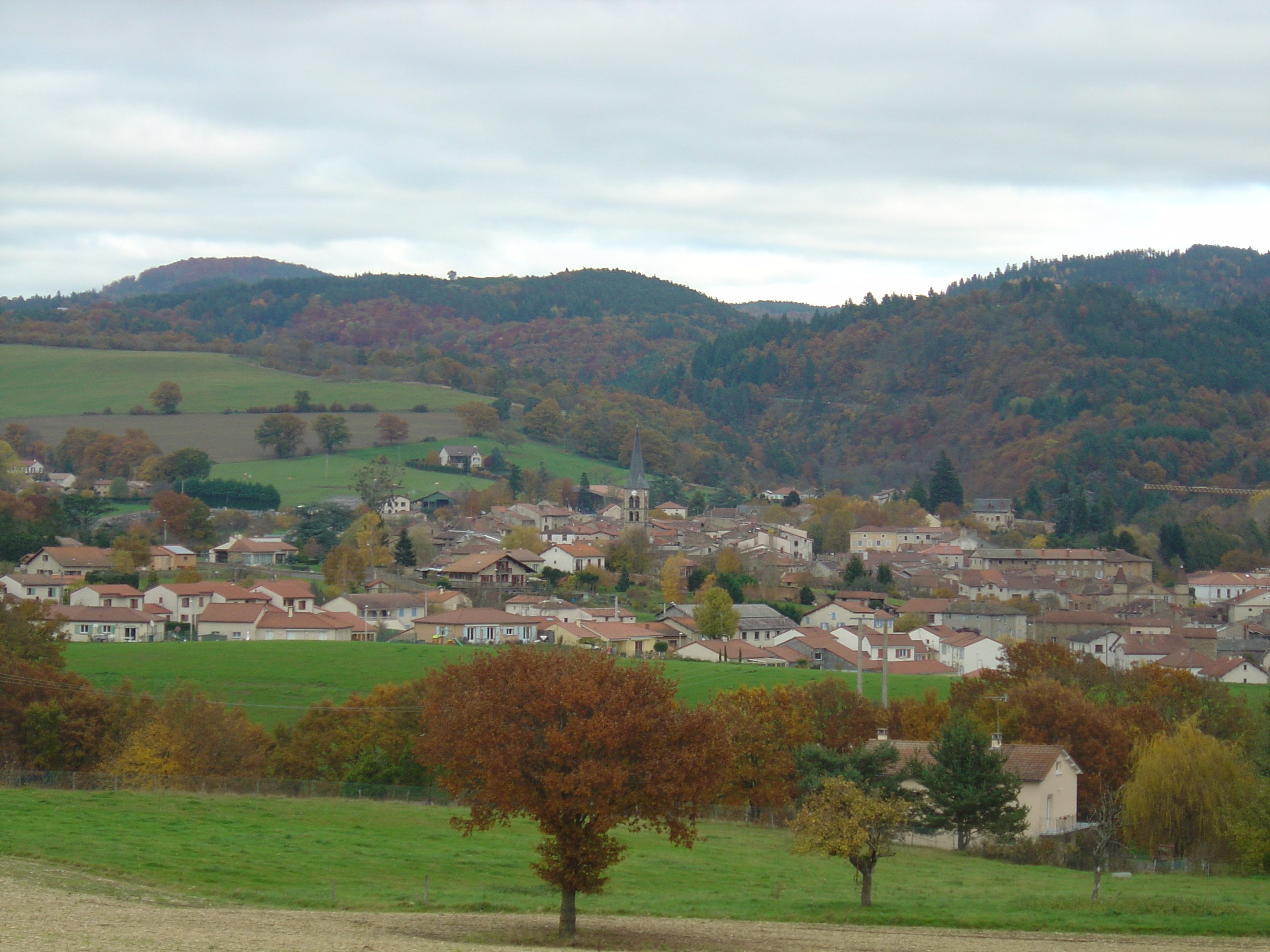
Vue générale de Sauxillanges.

### Époque contemporaine
Après 1789, le prieuré est détruit en partie et les biens de l'Église sont vendus à des particuliers jusqu'en 1793.
Le 16 avril 1797 les partisans du retour de la monarchie affrontent physiquement les néo-jacobins, place de la Constitution.

## Politique et administration

### Liste des maires
| Période                                  | Période                         | Identité                | Étiquette   | Qualité                                                                                                 |
| ---------------------------------------- | ------------------------------- | ----------------------- | ----------- | --- |
| Les données manquantes sont à compléter. |                                 |                         |             | |
| ?                                        | ?                               | Jean Barrière           | Radical     | Conseiller général (1903-1910 et 1914-1919)                                                             |
|                                          |                                 |                         |             | |
| 1953                                     | ?                               | Raoul Mazet (1915-2008) | CNI puis RI | Agent général d'assurances, huissier de justice Conseiller général (1973-1979)                          |
|                                          |                                 |                         |             | |
| mars 2008                                | mars 2014                       | Bernard Sauvade         | PS puis DVG | Président de la communauté de communes du Pays de Sauxillanges Conseiller général (1998-2015)           |
| mars 2014 (réélu en 2020)                | En cours (au 17 septembre 2020) | Vincent Challet,        | DVG         | Président de la communauté de communes du Pays de Sauxillanges (2014-2016) Chargé de mission à l'UNCCAS |

### Jumelages
La commune est jumelée avec Fosdinovo (Italie) depuis 2003.

## Population et société

### Démographie
L'évolution du nombre d'habitants est connue à travers les recensements de la population effectués dans la commune depuis 1793. Pour les communes de moins de 10 000 habitants, une enquête de recensement portant sur toute la population est réalisée tous les cinq ans, les populations de référence des années intermédiaires étant quant à elles estimées par interpolation ou extrapolation. Pour la commune, le premier recensement exhaustif entrant dans le cadre du nouveau dispositif a été réalisé en 2004.

En 2022, la commune comptait 1 328 habitants, en évolution de +7,53 % par rapport à 2016 (Puy-de-Dôme : +2,1 %, France hors Mayotte : +2,11 %).
| 1793  | 1800  | 1806  | 1821  | 1831  | 1836  | 1841  | 1846  | 1851  |
| ----- | ----- | ----- | ----- | ----- | ----- | ----- | ----- | ----- |
| 2 066 | 1 744 | 1 953 | 1 993 | 1 948 | 2 128 | 2 049 | 2 234 | 2 173 |

| 1856  | 1861  | 1866  | 1872  | 1876  | 1881  | 1886  | 1891  | 1896  |
| ----- | ----- | ----- | ----- | ----- | ----- | ----- | ----- | ----- |
| 2 144 | 2 037 | 2 004 | 1 964 | 2 001 | 1 936 | 1 947 | 1 911 | 1 893 |

| 1901  | 1906  | 1911  | 1921  | 1926  | 1931  | 1936  | 1946  | 1954  |
| ----- | ----- | ----- | ----- | ----- | ----- | ----- | ----- | ----- |
| 1 848 | 1 704 | 1 607 | 1 535 | 1 543 | 1 512 | 1 410 | 1 251 | 1 175 |

| 1962  | 1968  | 1975  | 1982  | 1990  | 1999  | 2004  | 2006  | 2009  |
| ----- | ----- | ----- | ----- | ----- | ----- | ----- | ----- | ----- |
| 1 151 | 1 165 | 1 114 | 1 135 | 1 109 | 1 082 | 1 109 | 1 122 | 1 162 |

| 2014  | 2019  | 2022  | - | - | - | - | - | - |
| ----- | ----- | ----- | - | - | - | - | - | - |
| 1 225 | 1 296 | 1 328 | - | - | - | - | - | - |

### Enseignement
Sauxillanges dépend de l'académie de Clermont-Ferrand. Elle gère une école maternelle et une école élémentaire publiques.
Les élèves poursuivent leur scolarité à Issoire, au collège Les Prés, puis au lycée Murat pour les filières générales et STMG. Les élèves de la filière STI2D vont à Clermont-Ferrand, soit au lycée Lafayette, soit au lycée Roger-Claustres.

## Économie
Après la délocalisation en périphérie en 2015 de la supérette du village, des habitants se regroupent en association pour ouvrir en 2017 une épicerie autogérée l’Alternateur dont le concept est inspiré de la Park Slope Food Coop.

## Culture locale et patrimoine

### Lieux et monuments

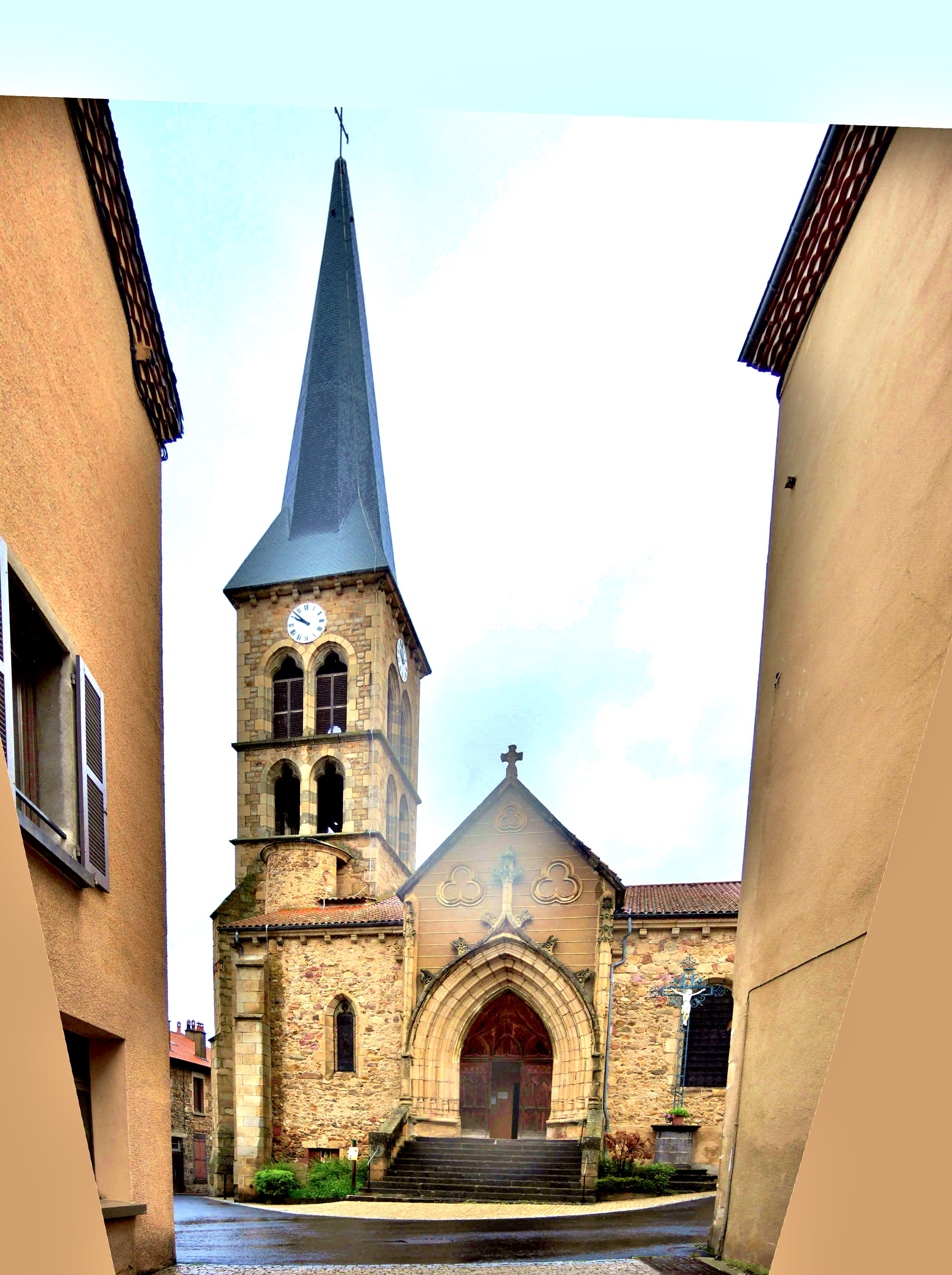
Église Notre-Dame de l'Assomption.

- Chapelle Notre-Dame-du-Bois (XIe, XVe et XVIe siècles, propriété privée).
Inscription sur l'Inventaire supplémentaire des monuments historiques le 22 octobre 1971.
- Vestiges de l'ancienne église Saint-Jean-Baptiste (Xe, XIIe, XVe et XVIIIe siècles, propriété privée).
Inscription sur l'Inventaire supplémentaire des monuments historiques le 13 septembre 1984.
- Vestiges de l'ancien monastère (XIIe, XVe et XVIIe siècles, propriété privée).
Inscription sur l'Inventaire supplémentaire des monuments historiques le 9 octobre 1969. Aujourd'hui, il reste plusieurs bâtiments et des vestiges :
  - la chapelle gothique (les murs gouttereaux et le chevet remontent au XIIe siècle), la chapelle Notre-Dame-du-Bois, qui est en cours de restauration[Quand ?], avec cinq clefs de voûte superbes qui sont attribuées respectivement aux Bourbons (armes de France : d'azur à trois fleurs de lys), à Jacques d'Amboise (palé d'or et de gueules), à Johannes des Laurents prieur au moment de la construction de la chapelle (étoile à six branches sous un lambel à trois pendants en chef), à Carolus de Bourbon 73e prieur (d'azur à trois fleurs de lys d'or au bâton de gueules) et à Cluny (un glaive et deux clefs croisées) ;
  - le dortoir, le réfectoire et quelques vestiges de l'ancienne église priorale (détruite après la Révolution) remontent au XIIe siècle. La galerie est date du début du XIVe siècle et les galeries sud et ouest sont datées de 1703 ;
  - plus à l'est, à quatre mètres sous le niveau de la place actuelle, les vestiges d'un tympan et des colonnes jumelées surmontées de chapiteaux décorés attestent la présence de l'ancienne chapelle Saint-Jean-Baptiste ;
  - quelques vestiges se trouvent englobés dans des habitations particulières, des immeubles, des caves ou des jardins ;
  - depuis la place de la promenade, on peut voir les restes des anciennes fortifications du monastère datant du XVe siècle.
- Immeuble place du Marchédial (cadastré AP 336). Façade sur rue et toiture (XVIe siècle).
Inscription sur l'Inventaire supplémentaire des monuments historiques le 28 décembre 1984.
- Maison rue de la Halle (cadastrée AP 337). Vestiges d'une ancienne enceinte, façade sur rue et toiture.
Inscription sur l'Inventaire supplémentaire des monuments historiques le 14 mai 1973.

### Patrimoine naturel
La commune de Sauxillanges est adhérente du parc naturel régional Livradois-Forez.

### Personnalités liées à la commune
- Jean Chantagrel (1822-1907), homme politique, député du Puy-de-Dôme puis sénateur du Puy-de-Dôme de 1898 à 1907.
- Roger Paul : joueur de rugby à XV.
- Georges Alary : compositeur résidant Villa Fantasio.
- Henri Barbusse : écrivain qui venait en cure à Sauxillanges (Louis Passelaigue, « Le père de l’écrivain Henri Barbusse en cure à Sauxillanges accompagné de ses trois enfants », le Gonfanon n°88, 2022).